# Луї Брендайс
Луї Дембіц Брендайс (англ. Louis Dembitz Brandeis; 13 листопада 1856, Луїсвілл, Кентуккі, США — 5 жовтня 1941, Вашингтон, США) — американський юрист, який обіймав посаду судді Верховного суду США з 1916 по 1939 рік.

## Життєпис

### Ранні роки
Луї Дембіц Брендайс народився 13 листопада 1856 року в Луїсвіллі, Кентуккі, в Адольфа Брендайса та Фредеріки Дембіц Брендайс, емігрантів єврейського походження з Богемії (зараз — Чехія, а тоді — Австрійська імперія). Луї був наймолодшим з чотирьох дітей. Його батько був успішним торговцем зерном. Під час громадянської війни Адольф Брендайс часто відправляв свою родину відвідувати родичів та друзів на сході країни. В 1862 родина Брендайсів гостювала в своїх родичів в Нью-Йорку, а в 1864 — в Ньюпорті. В 1865 році Брендайси подорожували до Ніагарського водоспаду в Канаді, а знов до Ньюпорта. Початкову освіту Луї отримав у приватній школі міс Вуд в Луїсвіллі, потім — в Німецькій та англійській академії Луїсвіллю та Чоловічій старшій школі Луїсвіллю.
В 1872 родина Брендайсів поїхала до Європи. Вони проводили багато часу в Німеччині, Австрії, Італії та Швейцарії. Луї навчався в школі в Дрездені. В 1875 році Брендайси повертаються до США. Бажаючи піти по стопах свого дядька, Льюіса Дембіца, Луї вирішив вивчати право.

### Навчання в Гарвардській школі права
В 1875 році він вступив до Гарвардської школи права. В Гарварді Луї був видатним студентом і ставив рекорди в академічній успішності. Під час другого року навчання в Гарварді Луї зайнявся репетиторством, оскільки в його батька були фінансові проблеми та йому потрібно було самостійно покривати витрати на навчання. Також під час навчання в нього став стрімко падати зір і лікарі радили йому покинути навчання або менше читати, щоб зняти навантаження на зір. Луї просив своїх однокурсників читати йому. Одним з таких однокурсників був син заможного паперового магната Самюель Воррен, який потім стане його партнером по юридичній практиці.
Під час останнього року навчання в Гарварді Брендайса призначили наглядачем в Гарвардському коледжі. Луї закінчив юридичну освіту, коли йому було 20 років. За тодішніми правилами, він не міг стати випускником Гарвардської школи права до того, як йому виповнилось 21. Однак, з огляду на його академічну успішність, правила змінили, та Брендайс зміг стати випускником у 20 років.

### Робота в Сент-Луїсі
Чарльз Нейджел, чоловік Фанні, рідної сестри Брендайса та майбутній Міністр торгівлі та праці в адміністрації президента Тафта, пропонував йому місце в його юридичній практиці в Сент-Луїсі, Міссурі, але Брендайс відмовив. Однак, все ж Брендайс розглядав Сент-Луїс як один з варіантів після закінчення Гарвардської школи права і Нейджел підшукав йому інше місце — роботу в офісі адвоката Джеймса Тассіґа.  В листопаді 1878 року Брендайс починає працювати на Тассіґа. В травні 1879 року Самюель Воррен, однокурсник Брендайса, запропонував йому відкрити спільну юридичну фірму в Бостоні. Брендайс погодився і влітку 1879 переїхав до Бостону.

### «Воррен та Брендайс» і викладацька робота
Брендайс та Воррен відкрили юридичну фірму «Воррен та Брендайс». В той же час Брендайс стає помічником судді Верховного суду Массачусетса Гореса Ґрея, завдяки чому в нього з'явилась можливість практикувати написання судових рішень та думок суддів. Брендайс пропрацював в Ґрея 2 роки. Скоро діяльність фірми «Воррен та Брендайс» почала розширюватись: в неї з'явились клієнти з Нью-Йорку. Брендайс захищав інтереси клієнтів у судах в Род-Айленді, Нью-Гемпширі. В той же період Брендайс встановлює важливі знайомства серед бостонської еліти. Одним з таким знайомств було знайомство із Олівером Венделлом Голмсом, колишнім начальником його партнера Воррена, а також майбутнім суддею Верховного суду США, з яким вони стануть колегами.
В 1882 році Брендайс починає читати лекції з предмету «Докази» в Гарвардській школі права. В 1886 році він став секретарем Асоціації Гарвардської школи права, а також допоміг заснувати юридичний журнал школи — Harvard Law Review. В 1889 році Воррен та Брендайс перестали бути партнерами, оскільки, помер батько Воррена і той, успадкувавши його паперовий бізнес, зайнявся справами бізнесу. Однак, до 1897 року фірма продовжувала називатись «Воррен та Брендайс» і Брендайс був радником в юридичних справах для Воррена. Воррен та Брендайс підтримували дружні стосунки до смерті Воррена. В 1890  році вони стали співавторами статті «Право на недоторканність особистого життя» (англ. Right to Privacy), опублікованій в Harvard Law Review. Ця стаття з'явилась через практичні проблеми, з якими зіткнувся Воррен. В 1883 році він одружився із дочкою сенатора Томаса Френсіса Баярда, і молода пара оселилась в елітному районі Бостона Бек-Бей, де вони розважали суспільство. Газета Saturday Evening Gazette багато писала про Ворренів із бруднуватими деталями. Це дратувало Воррена, він порадився із Брендайсом, і в результаті вийшла їхня спільна стаття в Harvard Law Review.
В 1884 Брендайс, який з часів Гарварду за політичними переконаннями був республіканцем, виступив проти висування Національним з'їздом Республіканської партії Джеймса Блейна та Джона Лоґана кандидатами на пост президента та віце-президента США відповідно. З 1884 року Брендайс почав називати себе демократом з маленької «д».
В 1889 році Брендайс вперше виступає у Верховному суді США у справі «Wisconsin Central R. Co. проти округу Прайс» (англ. Wisconsin Central R. Co. v. Price County). Президент залізничної компанії Wisconsin Central Railroad найняв Брендайса молодшим радником у справі щодо оподаткування земель, що належали залізничній компанії. Брендайс успішно захистив інтереси компанії в суді та компанія стала його клієнтом і залишалась ним до 1905 року.
В 1891-96 роках Брендайс читав лекції з господарського права в Массачусетському технологічному інституті. В 1897 році назва фірми «Воррен та Брендайс» змінилась на «Брендайс, Данбар та Наттер», таким чином визнавши його партнерів з 1895 року  Вільяма Данбара та Джорджа Наттера, яким він все більше делегував справи.  

### Суспільний адвокат

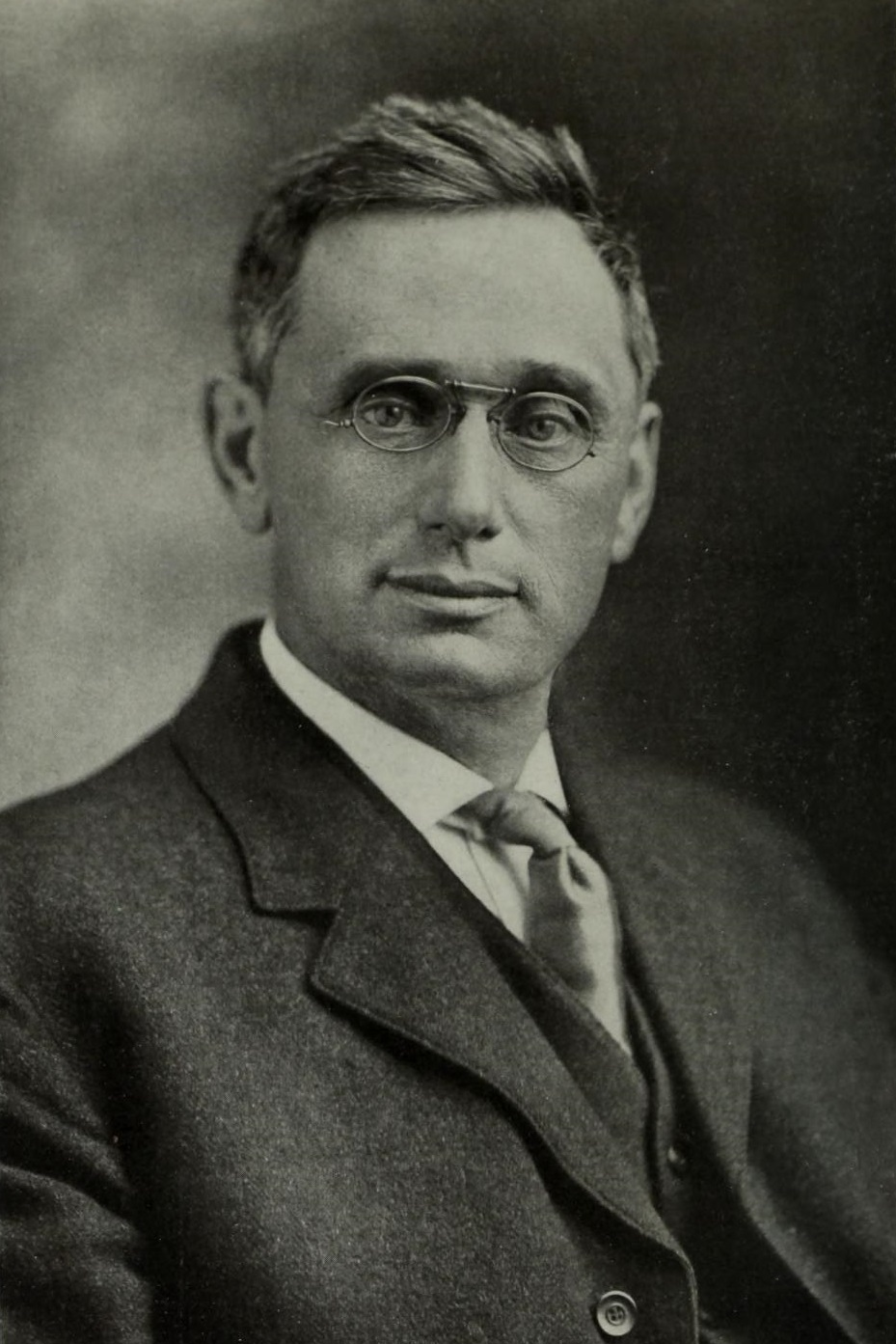
Луї Брендайс, 1900 рік

В 1890-х роках Брендайс все більше й більше бере на себе роль суспільного адвоката, тобто юриста, який бореться за та просуває суспільно корисні, на його погляд, ініціативи та заходи. Так, 1891 році від імені Асоціації торговців алкоголем він виступив проти введення законодавчим органом Массачусетса ще суворіших законів щодо обігу алкоголю. В результаті в Массачусетсі ввели менш суворі закони щодо алкоголю. В 1897 році від мені Ліги вільної торгівлі Нової Англії він виступив в Конгресі проти прийняття Закону Дінґлі, який підвищував ставки податків на певні групи товарів (вовна, льон, шовк, порцеляна, цукор).
Брендайс також боровся проти монополії залізничної компанії Boston Elevated Railway Company на залізничні шляхи, що проходили вулицями Бостона. Коли компанії було надано франшизу на ці шляхи, Брендайс написав критичну статтю у виданні Boston Evening Transcript, закликаючи всіх небайдужих громадян виступити проти надання законодавцями Массачусетса такої франшизи залізничній компанії. Його підтримували Суспільна франчайзингова ліга та Рада з торгівлі. В 1900 Брендайс переконав губернатора Массачусетса накласти вето на законопроект, що передбачав надання безоплатної франшизи на 50 років компанії Boston Elevated Railway Company. В 1902 році Брендайс, разом із Суспільної франчайзинговою лігою та Радою з торгівлі представили свій законопроект, який передбачав передання в лізинг міської підземної залізничної колії компанії Boston Elevated Railway Company на дуже обмежених умовах. В тому ж році законопроект був прийнятий.
В 1904—1906 роках Брендайс виступав за обмеження на законодавчому рівні Массачусетса рентабельності капіталу інвестованого в об'єднану газопостачальну компанію Бостона, активи якої, складались з активів 8-ми приватних компаній, об'єднаних в єдиний холдинг в 1903 році. Питання рентабельності інвестованого капіталу було пов'язано із цінами на газ. Газопостачальні компанії стверджували, що активи об'єднаного холдингу перевищували 24 мільйони доларів США та, що справедливою ціною за газ було 1 долар за тисячу кубометрів. Суспільна франчайзингова ліга стверджувала, що капітал холдингу не перевищував 15 124 121 доларів США, а все, що було вищим за цю цифру являло собою не вклад інвесторів, а прибутки від завищених раніше цін на газ. Брендайс виступив на Комітеті штату з питань освітлення і підтримав саму ідею об'єднання газових компаній, однак, вказав на те, що за законодавством Массачусетса проти «розводнення капіталу», тобто штучного завищення вартості капіталу, щоб визначити розумну компенсацію і обмежити рентабельність інвестованого капіталу сумою розумної компенсації, необхідно, щоб суспільство знало, скільки початково було інвестовано капіталу в підприємства. На думку Брендайса, дивіденди від інвестованого капіталу мають бути співмірними із ризиками, і, в той же час не можна дозволяти надлишок поза розмір ставки, за якою позичаються гроші (він вказав 4-5 %). Брендайс спільно із представниками газопостачальних компаній склав відповідний законопроект, який підтримала Суспільна франчайзингова ліга. Законопроект передбачав, що капіталізація об'єднаних газових компаній не перевищить 15 124 600 доларів США, а ціна на газ становитиме 90 центів за тисячу кубометрів.  Законопроект у зміненому вигляді (ціна за газ встановлювалась у розмірі 85 центів за тисячу кубометрів) був прийнятий законодавцями Массачусетса. В цій справі опозицію Брендайсу складали як деякі представники бізнесу, так і ліві представники суспільства, які вважали, що газопостачальна компанія має бути державною, з чим Брендайс не погоджувався .
В 1905 році Брендайс починає займатись захистом інтересів застрахованих, чиї страхові внески в нью-йоркській компанії Equitable Life Insurance Society були під загрозою, оскільки між фінансистами розгорталась боротьба за контроль над компанією. Застраховані сформували Захисний комітет страхувальників Нової Англії та найняли Брендайса юридичним радником. Брендайс не брав гроші за цю роботу, це була його pro bono ініціатива. Брендайс дбайливо вивчив питання страхування життя та представив декілька доповідей.
В одній із доповідей він так описав стан справ: на 1 січня 1905 року 90 компаній страхували життя 10 мільйонів американців. Загальна страхова сума, за словами Брендайса, становила 12 928 493 754 доларів США, при цьому сума страхових внесків складала 498 303 279 доларів США. Він також вказав, що активи цих 90 компаній складали 2 573 186 639 доларів США. Майже половина з цих активів контролювалась 3-ма страховими компаніями на Волл-стріт. Брендайс вказав на те, що, таким чином в руках страхових компаній зосереджені швидко-ліквідні активи, які вони використовують для надання кредитів промисловості. Таким чином, робить висновок Брендайс, вони мають владу кредитора над промисловістю.
Далі він описав зловживання страховими компаніями: приховування поганих інвестицій від суспільства, фальсифікація бухгалтерських записів, використання довірених їм коштів на політичні цілі. Крім того, Брендайс вказав на неефективність менеджменту страхових компаній. У справі страхування життя, вказав Брендайс, успіх підтверджується невеликими пропорційними витратами, високою рентабельністю абсолютно безпечних інвестицій та невеликим відсотком достроково припинених полісів або полісів, від яких відмовились. При цьому, він вказав, що у трьох найбільших страхових компаній, New York Life, Equitable та Mutual Life, співвідношення витрат до доходів від страхових внесків складало 22,37 %, 22,78 % та 24,65 % відповідно. Брендайс назвав таке відсоткове співвідношення «жахливим».
Брендайс запропонував наступні кроки боротьби із зловживаннями: визнання, що страхові внески — це заощадження, і відповідне до них ставлення; заборона відстрочених дивідендів на страхові поліси; припинення агентських комісій та високих виплат тим, хто шукає клієнтів для страхових компаній; заборона позбавлення страхового полісу; встановленням законом стандартних форм полісів; обмеження страхових компаній в інвестиційній діяльності; впровадження таких бухгалтерських стандартів, які б передбачали внесення записів про усі транзакції, заборона менеджерам страхових компаній займати пости в інших бізнесах; розроблення вимог до директорів страхових компаній; та обмеження розмірів страхових компаній.
На підставі своїх рекомендацій, він підтримував ідею, щоб ощадні банки здійснювали страхування життя і успішно боровся за прийняття відповідного закону в Массачусетсі. В результаті, страхові компанії стали конкурувати із ощадними банками.
В 1908 році Брендайс взявся захищати у Верховному суді США закони Орегону, які обмежували робочий час жінок 10-ма годинами на день, в справі «Мюллер проти Орегону» (англ. Muller v. Oregon). Він написав велику доповідь, в якій лише 2 сторінки відводились цитуванню прецедентів, однак, було присвячено багато місця соціологічним даним, що нібито довгі робочі часи негативно впливають на жінку та її сім'ю. Ця доповідь стала відомою як «Бріф Брендайса» (англ. Brandeis’s Brief). Верховний суд США постановив, що такі закони Орегону були конституційними.

### Участь в політиці
До 1910-х внаслідок його суспільної діяльності в Брендайса сформувались деякі політичні переконання: він виступав проти монополій, проти впливу бізнесу на політиків та проти надмірного державного регулювання бізнесу. Він готовий був підтримати будь-кого із відповідною політичною програмою. Хоча в 1908 році Брендайс підтримував Вільяма Тафта, в 1910 він вже був в ньому розчарований: він вважав Тафта нерішучим та людиною без твердих переконань. Він також скептично ставився і до Теодора Рузвельта. Політика із відповідною його поглядам програмою Брендайс побачив в Роберті Ла Фоллеті, лідері прогрессивного крила Республіканської партії. Він підтримував Ла Фоллета на республіканських праймериз 1912 року. Однак, кандидатом на пост президента від Республіканської партії тоді знову став Вільям Тафт.
Коли прихильники прогресивізму програли республіканські праймериз, ще залишався шанс висунути свого кандидата на демократичних праймериз. Таким кандидатом став Вудро Вільсон. Хоча Брендайс не знав Вільсона особисто, він закликав усіх прогресивістів об'єднатись навколо нього. Брендайс особисто познайомився із Вільсоном лише в серпні 1912 року. Після першої зустрічі із Вільсоном Брендайс сказав: «мені здається, що він має всі якості для ідеального президента — сильний, простий, чесний, здатний, сприйнятливий із сильним бажанням вчитись та дискутувати». Далі він брав участь у президентській кампанії 1912 року, агітуючи за Вільсона.

### Призначення суддею Верховного суду США та останні роки життя
28 січня 1916 року Вільсон призначив Брендайса суддею Верховного суду США замість Джозефа Ламара. Його призначення викликало гнівне невдоволення серед консервативних республіканців, включаючи колишнього президента Вільяма Тафта. Також призначення Брендайса викликало спротив колишнього Генерального прокурора США Джорджа Вікершема та колишніх президентів Американської асоціації юристів, таких як колишній сенатор і держсекретар Еліу Рут з Нью-Йорка, який стверджував, що Брендайс «непридатний» для роботи у Верховному суді.
Преса також критично сприйняла призначення Брендайса. The Wall Street Journal і New York Times виступили проти Брендайса в пресі, назвавши його «радикалом». Boston Globe називала Брендайса «радикалом, теоретиком, непрактичним, з сильними соціалістичними тенденціями». Натомість ліберальна New York World писала, що «оскільки він є радикалом із незвичайними здібностями та характером», більшість людей сприймуть його «призначення до судової лави із захопленим схваленням».
У відповідь на обурення Сенат вперше провів слухання щодо кандидатури на посаду судді Верховного суду. До 1916 року Конгрес не проводив публічних слухань щодо кандидатів на посаду судді Верховного суду. Під час боротьби за призначення Брендайс написав своєму другові, вченому-юристу та декану Гарвардської школи права Роско Паунду про скандал навколо його висунення. «Я дуже сумнівався, чи варто мені погоджуватися, але опозиція розвіяла мої сумніви», — сказав Брендайс у лютому 1916 року.
Процес призначення тривав чотири місяці, і хоча Брендайс не був зобов'язаний бути присутнім на слуханнях, це створило прецедент. Зрештою, 1 червня 1916 року Сенат затвердив Брендайса 47 голосами проти 22. Брендайс залишався у Верховному суді до своєї відставки 13 лютого 1939 року.
В 1937 році стан здоров'я Брендайса став погіршуватись і це певним чином відбивалось на обсязі роботи, яку він міг виконувати. Якщо в 1917 році він написав 27 думок, в 1920 — 37, в 1925 — 33, то в 1937 та 1938 роках він написав 13 та 16 думок відповідно. В 1939 році після місяця відсутності на роботі через грип та серцевий напад, він вирішив подати у відставку. На своє місце він порекомендував призначити Вільяма Дуґласа, тодішнього Голову Комісії США з цінних паперів і бірж.
Останні роки життя Брендайс провів за читанням, написанням листів, спілкуванням із друзями та просуванням ідей сіонізму. Він помер 5 жовтня 1941 року.

## Діяльність на посаді судді Верховного суду США

### Огляд суддівської роботи
Переважна більшість (86 %) думок, написаних Брендайсом під час перебування на посаді судді Верховного суду, є думками від імені більшості. Це свідчить про те, що загалом Брендайс не був схильним відхилятись від думок більшості. Однак, лише думка Брендайса від імені більшості в справі «Erie R. Co. проти Томпкінса» (англ. Erie R. Co. v. Tompkins) вважається справді історичною. Також вважається, що інші судді, такі як Г'юго Блек, Вільям Бреннан-молодший, Льюіс Пауелл-молодший, Поттер Стюарт та Байрон Вайт написали більше важливих думок від імені більшості, ніж Брендайс. Також деякі коментатори вважають, що такі судді Верховного суду, як Олівер Голмс, Гарлан Ф. Стоун, Бенджамін Кардозо, Джордж Сазерленд та Оуен Робертс, частіше ніж Брендайс писали думки від імені більшості, в справах, що стосувались важливих питань.
Хоча в Брендайса склалась репутації судді, який часто не погоджується із більшістю, насправді йому не подобалось відхилятись від думок більшості. Лише 12 % думок Брендайса були відмінними думками, а 2 % — окремими думками (що означали згоду з Брендайса із рішенням більшості, але містили відмінності щодо лінії аргументації). Однак, саме ця невелика частка відмінних думок мала непропорційно великий вплив на його суддівську репутацію. Суддя Роберт Джексон казав, що Луї Брендайс був «видатним . . . не завдяки частоті його відмінних думок, а завдяки їхній потужності, не завдяки їхній кількості, а завдяки їхній якості».

### Позиція Брендайса в ключових судових рішеннях

#### Справа «Ґілберт проти Міннесоти» (1920 р.)
В справі «Ґілберт проти Міннесоти» (англ. Gilbert v. Minnesota) Верховний суд вирішував питання, чи був конституційним закон Міннесоти, який забороняв втручатися або перешкоджати мобілізації чоловіків у військові чи військово-морські сили Сполучених Штатів або штату Міннесота шляхом пропагування того, що чоловіки не повинні брати участь у військових чи військово-морських силах США чи штату Міннесота в громадському місці або на зібрання п'ятьох та більше осіб, а також шляхом пропагування, письмово чи усно, що громадяни Міннесоти не мають допомагати або сприяти США у переслідуванні ворогів США або ведення війни з ворогами США.
Верховний суд постановив, що такі закони не порушували Конституцію США. Брендайс не погодився із рішенням суду та написав свою відмінну думку.  По-перше, він вказав на те, що хоча цей закон був прийнятий під час війни, сам він не є військовим заходом. По-друге, Брендайс зазначив, що фактично закон забороняє пропагувати те, або навчати тому, що війни можна уникнути. По-третє, він стверджував, що цей закон обмежує свободу слова та преси не в особливих надзвичайних ситуаціях, щоб запобігти явній і прямій загрозі, а за будь-яких обставин. Він звернув увагу на те, що заборони в законі Міннесоти стосуються викладання доктрини пацифізму, і законодавча влада фактично забороняє таке викладання назавжди. Закон прямо не забороняє викладання доктрини, а, скоріше, забороняє пропагування та навчання певним чином застосувати доктрину пацифізму.
Далі він розглянув суть заборон, що містилася в оскаржуваному законі. Він звернув увагу на те, що заборона застосовується незалежно від мотивів, намірів або мети того, хто пропагує та навчає. Вона однаково стосується проповідника на кафедрі, професора в університеті, оратора на політичних зборах, лектора на зборах товариства чи клубу. Незалежно від характеру зібрання і чи було воно публічним чи приватним, заборона є абсолютною, якщо зібралися  принаймні п'ять осіб. Причина, за якою оратор виступає проти призову, несуттєва. Не можна казати молодим людям, які розмірковують про те, чи варто їм йти на цю службу, щоб заробити гроші або побудувати кар'єру, що, на думку оратору, вони можуть служити своїй країні та собі краще, вступивши на державну службу в штаті чи на федеральному рівні, або навчаючись одній із професій, або займаючись транспортними послугами, або займаючись сільським господарством, або займаючись бізнесом, або ставши робітником у якійсь виробничій галузі. Незважаючи на те, що в армії чи на флоті можуть існувати умови, які підривають ефективність, які деморалізують тих, хто вступає на службу, і роблять марними всі їхні зусилля, Міннесота забороняє громадянам США виступати за те, щоб чоловіки не вступали на військову службу до тих пір, поки наявні в ній недоліки та дефекти не будуть усунені. Він підкреслив, що заборона, встановлена законом Міннесоти, не має жодного відношення до існуючих потреб чи бажань уряду. Ця заборона застосовується незалежно від того, чи йде, чи планується мобілізація. І це, вказує Брендайс, тому, що закон має на меті запобігати не вчинкам, а переконанням.
Він звернув увагу на те, що заборона пропагувати, або навчати тому, що громадяни не мають допомагати або сприяти США у переслідуванні або веденні війни з ворогами США, є навіть більш суворою ніж заборона пропагувати утримання від мобілізації до армії чи флоту, оскільки, вона фактично означає, що будь-хто у будь-якому місці не може, навіть одній людині, сказати, що громадянин не повинен допомагати у веденні війни, незалежно від характеру стосунків між співрозмовниками. Він вказав, що ця заборона фактично означає, що батько та мати, слідуючи своїм релігійним чи іншим переконанням, не можуть навчати своїх дітей пацифізму. А якщо вони це роблять, за законом Міннесоти, їх можна заарештувати.
Брендайс вказав, що очевидно такий закон є несумісним із концепціями свободи, які досі панували в США. Він відкинув аргумент, що Перша поправка Конституції США гарантує свободу слова лише на федеральному рівні, а не на рівні штату. Однак, Брендайс зазначив, що оскаржуваний закон стосувався не лише внутрішньоштатних відносин, а безпосередньо впливав на функції федерального уряду та на права, привілеї та імунітет громадян США, і позбавляв громадян важливої частини їхньої свободи, а саме прав, захист яких гарантує Конституція США.
Крім того, Брендайс вказав на те, що право вільно висловлюватися щодо функцій федерального уряду є привілеєм або імунітетом кожного громадянина США. І, навіть до прийняття Чотирнадцятої поправки Конституції США, штат не міг обмежувати таке право.

#### Справа «Загт проти Кінґа» (1922 р.)

Суддя Луї Брендайс

В справі «Загт проти Кінґа» (англ. Zucht v. King) постало питання конституційності наказу міста, який забороняв невакцинованим учням відвідувати як державні, так і приватні заклади освіти. Верховний суд одностайно постановив, що такий наказ був конституційним. Думку більшості в цій справі виклав Брендайс. По-перше, Брендайс вказав, що в розумінні чинного законодавства наказ міста був законом штату. По-друге, Брендайс зазначив, що Верховний суд має відмовитись від перегляду такого закону, якщо конституційне питання не має істотного характеру. По-третє, спираючись на попередні прецеденти, Брендайс вказав, що обов'язкова вакцинація входить до повноважень штату з охорони державного правопорядку, та, Конституція дозволяє штату делегувати муніципальним органам вирішення питання, за яких умов мають набути чинності правила охорони здоров'я. Врешті, Брендайс вказав на те, що такі накази передбачають не свавільні повноваження, а, скоріше, широкі повноваження, необхідні для захисту громадського здоров'я.

#### Справа «Майерс проти США» (1926 р.)
В справі «Майерс проти США» (англ. Myers v. United States) постало питання, чи має право, за Конституцією, Президент США виключне право самостійно, без згоди Сенату, звільняти призначених ним, за порадою та згодою Сенату, службовців виконавчої влади. А саме, мова йшла про те, чи може Президент США звільнити призначеного ним, за порадою та згодою Сенату, поштмейстера 1-го рангу без згоди Сенату. Верховний суд, більшістю у співвідношенні 6 до 3-х, постановив, що в президента є таке право. Брендайс був одним із суддів, хто не погодився із таким рішенням суду та написав відмінну думку. В цій думці, він вказав, що, по-перше, закон від 12 липня 1876 року чітко передбачає, що поштмейстери 1-го класу призначаються та звільняються Президентом США за порадою та згодою Сенату. По-друге, він зазначив, що відповідно до минулих прецедентів, якщо закон, який створює посаду, передбачає згоду Сенату як на призначення, так і на звільнення, звільнення Президентом буде вважатися таким, що було здійснене за згодою Сенату, якщо Сенат дав згоду на призначення наступника. Однак, звернув увагу Брендайс, в даній справі Сенат не давав згоду на призначення наступника. По-третє, Брендайс вказав на те, що в справі «Марбері проти Медісона» (англ. Marbury v. Madison) рішення базувалось на припущенні, що Президент, діючи одноосібно, не має права звільнити підлеглого державного службовця, призначеного на фіксований термін за згодою Сенату, і ця справа довго вважалася вирішальною.
Крім того, Брендайс відкинув аргумент більшості про те, що виконавча влада, а значить, і звільнення підлеглих службовців, як втілення цієї виконавчої влади, належить Президенту, і що ця влада прописана в Конституції. На це Брендайс відповів, що повноваження одноосібно звільняти підлеглих не є повноваженням, притаманній виконавчій владі. Він уточнив, що повноваження Президента звільняти підлеглих державних службовців, як і повноваження призначати їх, безпосередньо походять від Конгресу. Він визнав, що сам акт звільнення є виконавчим актом і, коли Сенат дає згоду на звільнення, він, таким чином, бере участь у виконавчому акті. Однак, вказав Брендайс, Конституція надала Конгресу законодавчі повноваження створювати посади та визначати строки перебування на посадах. Крім того, зазначив Брендайс, Конституція дозволяє Конгресу контролювати питання звільнення.
Він закінчив виклад своєї думки спостереженням, що коли формувались США та обговорювались різні моделі держави, в Америці, як і в Англії, переважало переконання, що люди повинні звертатися до представницьких органів для захисту своїх свобод. А захист особи, навіть якщо вона була посадовою особою, від свавільного чи примхливого застосування влади тоді вважався невід'ємною частиною вільного правління.

#### Справа «Вітні проти Каліфорнії» (1927 р.)
У справі «Вітні проти Каліфорнії» (англ. Whitney v. California) головним правовим питанням було, чи був конституційним каліфорнійський закон, який криміналізував «кримінальний синдикалізм», тобто доктрини чи ідеї, які пропагують, навчають або допомагають та підбурюють до скоєння злочинів, саботажу (це слово тут визначається як навмисне та зловмисне нанесення фізичної шкоди майну), або протизаконних актів примусу та насильства, або незаконних методів тероризму як засобу здійснення зміни промислової власності чи контролю, або здійснення будь-яких політичних змін. Крім того, закон криміналізував організацію або допомогу в організації «кримінального синдикалізму», членство в товаристві, групі, зібранні, що має на меті здійснення «кримінального синдикалізму». На підставі цього закону було засуджено пані Вітні за сприяння організації в 1919 році Комуністичної робочої партії Каліфорнії, членстві в неї та участі в її з'їздах. Верховний суд постановив, що такий закон є конституційним. Хоча Брендайс погодився із більшістю, він написав окрему думку, до якої Голмс приєднався.

Луї Брендайс, 1939 рік.

В своїй окремій думці Брендайс по-перше пояснив суть каліфорнійського закону. За цим законом, криміналізовано простий акт допомоги у формуванні товариства для навчання вищезазначеним ідеям, приєднання до нього чи участь у зібраннях такого товариства. Таким чином, звертає увагу Брендайс, злочин має динамічний характер. Особа, яка допомагала формуванню такого товариства є винною, навіть, якщо на даний час товариство навіть не збирається приймати таку доктрину. Отже, пояснює Брендайс, обвинувачений має бути покараний не за неповагу, підбурювання чи змову, а за підготовчий крок, який, якщо він взагалі загрожує громадському порядку, робить це лише віддалено. Новизна введеної заборони полягає в тому, що закон спрямований не на практику кримінального синдикалізму і навіть не на його проповідування, а на об'єднання з тими, хто має намір його проповідувати.
По-друге, Брендайс вказав, що положення про належну правову процедуру Чотирнадцятої поправки Конституції США застосовується як до питань матеріального права, так і до питань процесуального права. Таким чином, усі фундаментальні права, охоплені терміном «свобода», захищені Конституцією США від посягань з боку штатів. Право на свободу слова, право на викладання та право на зібрання є, звичайно, основними правами. В цих правах не можна відмовляти, або звужувати їх. Однак, Брендайс зазначив, що такі права за своєю природою не є абсолютними, а їх здійснення підлягає обмеженню, якщо таке необхідно до захисту штату від руйнування чи серйозної політичної, економічної чи моральної шкоди. Необхідність в такому обмеженні існує лише тоді, коли висловлювання спричинить або має на меті спричинити явну та неминучу загрозу певного істотного зла, якому штат може запобігти конституційними методами.
По-третє, він описав роль законодавчої влади та обмеження її повноважень у запобіганні істотному злу. Законодавча влада має вирішити, в першу чергу, чи існує загроза, яка потребує конкретної міри захисту. Однак, якщо закон є конституційним лише за наявності певних умов, прийняття закону не може само по собі означати, що існують факти, завдяки яким цей закон має бути визнаний конституційним. Забороняюче законодавство неодноразово визнавалося недійсним, оскільки воно було непотрібним, якщо мова йде про відмову у свободі заняття певною справою. При цьому, суди мають право скасовувати антиконституційний закон, що порушує фундаментальні особисті права на свободу слова та зібрань.
По-четверте, Брендайс визнав, що Верховний суд поки що не встановив стандарт, за яким визначати, коли небезпека вважається очевидною; наскільки віддаленою може бути небезпека і при цьому, вважатись прямою; ; і який ступінь зла вважатиметься достатньо суттєвим, щоб виправдати обмеження свободи слова та зібрань, як засобу захисту. Щоб дійти обґрунтованих висновків з цих питань, необхідно пам'ятати, чому штат зазвичай позбавлений права забороняти поширення соціальної, економічної та політичної доктрини, яку переважна більшість його громадян вважає хибною та чреватою поганими наслідками.
Далі Брендайс нагадує, чому зазвичай штат позбавлений такого права: ті, хто виборювали незалежність США цінували свободу і як мету, і як засіб. Вони вважали, що секретом щастя є свобода, а секретом свободи — мужність. Вони вірили, що свобода думати, як хочеш, і говорити, як ти думаєш, є необхідним засобом для з'ясування та поширення політичної правди; що без свободи слова та зборів обговорення було б марним; що з ними [свободою слова та свободою зібрань] дискусія зазвичай забезпечує адекватний захист від поширення шкідливої доктрини; що найбільша загроза свободі — інертний народ; що публічне обговорення є політичним обов'язком; і що це має бути основним принципом американського уряду. Засновники США, за твердженням Брендайса, знали, що порядок неможливо забезпечити лише страхом перед покаранням за його порушення; що небезпечно знеохочувати думку, надію та уяву; що страх породжує репресії; що репресії породжують ненависть; що ненависть загрожує стабільному уряду; що шлях до безпеки лежить у можливості вільно обговорювати висловлені скарги та запропоновані засоби правового захисту; і що адекватними ліками від злих порад є добрі. Вірячи в силу розуму, який застосовується в публічних обговореннях, вони примушування до мовчання, тобто застосування силового аргументу в його найгіршій формі. Визнаючи, що може виникнути тиранія правлячої більшості, вони внесли зміни до Конституції, щоб гарантувати свободу слова та зібрань.
По-п'яте, Брендайс зазначив, що страх перед шкодою сам по собі не може виправдати придушення свободи слова та зібрань. Він вказав, що раніше люди боялись відьом та спалювали жінок. Функція висловлювання полягає в тому, щоб звільнити людей від рабства ірраціональних страхів. Щоб виправдати придушення свободи слова, повинні бути обґрунтовані підстави побоюватися того, що свобода слова призведе до серйозного зла. Повинні бути достатні підстави вважати, що небезпека є неминучою. Повинні бути розумні підстави вважати, що зло, якому потрібно запобігти, є серйозним.
По-шосте, Брендайс пояснив, чому оскаржуваний каліфорнійський закон був виправданим. Кожне засудження існуючого закону певною мірою збільшує ймовірність його порушення. Схвалення порушення закону підвищує ймовірність такого порушення. Висловлювання такого схвалення додають до ймовірності порушення закону. Однак, навіть пропаганда порушення, якою б осудною вона не була з моральної точки зору, не є виправданням для відмови у свободі слова, якщо пропаганда не містить підбурювання та немає жодних ознак того, що ідеї пропаганди будуть негайно втіленні в життя. Необхідно враховувати велику різницю між пропагандою та підбурюванням, між підготовкою і замахом, між зібранням і змовою. Для того, щоб зробити висновок про очевидну та пряму загрозу, необхідно продемонструвати, що очікується або виправдовується негайне серйозне насильство, або що минула поведінка давала підстави вважати, що таке насильство виправдовувалось.
Окрема думка Брендайса в цій справі була сприйнята як «блискучий виклад нового філософського захисту політичного інакомислення». Цю думку відзначають як одне з найбільш концептуально впливових і риторично потужних обґрунтувань свобод Першої поправки Конституції США. Цю фундаментальну думку описували, як «імовірно, найважливіше есе про значення Першої поправки, будь-коли написане, кимось із суддівської лави», і як одну з найбільш часто цитованих думок, коли-небудь написаних суддею Верховного суду.

#### Справа «Олмстед проти США» (1928 р.)
В справі «Олмстед проти США» (англ. Olmstead v. United States) перед Верховним судом постало питання, чи прослуховування приватних телефонних розмов, отримане федеральними агентами без судового наказу і згодом використане як доказ, є порушенням прав об'єкта прослуховування згідно з Четвертою та П'ятою поправками до Конституції США. Верховний суд, більшістю у співвідношенні 5 до 4, постановив, що права об'єкта прослуховування не були порушені. Брендайс був одним із суддів, хто не погодився із рішенням більшості та виклав свою відмінну думку.
Брендайс почав з того, що перерахував факти та позицію уряду США в цій справі. Позиція уряду була підсумована наступним чином: уряд визнає, що якщо прослуховування можна вважати обшуком і виїмкою в розумінні Четвертої поправки до Конституції США, таке прослуховування, яке застосовувалося в даній справі, було необґрунтованим обшуком і виїмкою, і що отримані таким чином докази були неприпустимими. Однак, це залежить від формулювання поправки, а таке формулювання, на думку уряду, виключає, що прослуховування телефонних розмов входить в поняття «обшук та виїмка».
Далі Брендайс пояснив, що Верховний суд неодноразово тлумачив Конституцію з урахуванням обставин сьогодення. Спираючись на попередній прецедент, він вказав, що мова Конституції не обов'язково обмежена лише тими міркуваннями, якими керувались при прийнятті Конституції та поправок до неї. Тому, щоб бути живим та дієвим, конституційний принцип має розповсюджуватись не тільки на обставини, з огляду на які, він був запроваджений. Він зазначив, що коли приймались Четверта та П'ята поправки, примус та насильство тоді були єдиними засобами, відомими людству, за допомогою яких уряд міг безпосередньо добитись від когось самообвинувачення. Однак із часом, уряду стали доступні більш витончені та далекосяжні засоби вторгнення в приватне життя. Відкриття та винаходи дозволили уряду домогтися розголошення в суді того, «про що шепочуться в комірчині». Брендайс зазначив, що науковий прогрес у забезпеченні уряду засобами шпигунства навряд чи зупиниться на прослуховуванні. «Можливо, колись будуть розроблені способи, за допомогою яких уряд, не виймаючи паперів із таємних шухляд, зможе відтворити їх у суді, і за допомогою яких він зможе виставляти на суд присяжних найінтимніші події в домі» — пише він.
Крім того, Брендайс вказав, що Верховний суд не тлумачив Четверту поправку буквально, а, скоріше, вдавався до широкого тлумачення. Такий підхід, на думку Брендайса, виправданий тим, що творці Конституції прагнули захистити американців у їхніх віруваннях, думках, емоціях і відчуттях. На відміну від уряду, вони надали право бути залишеним у спокої — найбільш повне з прав і право, яке найбільше цінується цивілізованими людьми. Щоб захистити це право, кожне невиправдане втручання уряду в приватне життя особи, незалежно від того, якими засобами при цьому користується уряд, має вважатися порушенням Четвертої поправки. А використання як доказів у кримінальному провадженні фактів, встановлених таким вторгненням, має визнаватися порушенням П'ятої поправки.
Рішення в справі «Олмстед проти США» було скасовано рішенням в справі «Кац проти США» (англ. Katz v. United States), і результатом стало те, що прослуховування без судового наказу було незаконним, а докази, отримані внаслідок такого прослуховування стали вважатись неприпустимими. Таким чином, позиція Брендайса стала законом.

#### Справа «Erie R. Co. проти Томпкінса» (1938 р.)
В справі «Erie R. Co. проти Томпкінса» (англ. Erie R. Co. v. Tompkins) перед Верховним судом постало питання, чи може федеральний суд у винесенні рішення керуватись правилами загального права певного штату. Верховний суд, більшістю у співвідношенні 6 до 2, постановив, що не існує федерального загального права, і що федеральні суди мають застосовувати право штату у спорах, які не містять питань федерального права. Думку більшості в цій справі сформулював Брендайс. Раніше, відповідно до принципів, встановлених в справі «Свіфт проти Тайсона» (англ. Swift v. Tyson), федеральні суди, коли мали справу із спорами між сторонами з різних штатів, могли вільно застосовувати «спільне» право країни, замість загального права штату. Брендайс вказав, що доктрина, встановлена справою «Свіфт проти Тайсона», була фундаментально невірною. По-перше, Брендайс вказав, що така доктрина базувалась на помилковому тлумаченні федерального закону. По-друге, досвід застосування доктрини виявив її недоліки, а очікуваних переваг не було. Наполегливість судів штатів у своїх власних думках з питань загального права перешкоджала одноманітності, а неможливість знайти задовільну лінію розмежування між спільним правом та місцевим правом створила нову прірву невизначеності.
По-третє, Брендайс зазначив, що, за винятком питань, які регулюються Конституцією або законами Конгресу, в будь-якому випадку має застосовуватись закон штату. При чому, не має значення, чи цей закон має форму статуту, прийнятого законодавцем, чи він встановлений вищим судом штату (загальне право). Брендайс зазначив, що не існує «спільного» федерального загального права. Він пояснив, що Конгрес не має повноважень оголошувати матеріальні норми загального права, що застосовуються в штаті, незалежно від того, чи є вони місцевими за своїм характером чи «спільними». Він також зазначив, що жодне положення в Конституції не має на меті надання таких повноважень, тобто повноваження оголошувати матеріальні норми загального права, федеральним судам. Отже, федеральні суди мають застосовувати право штату, а не винаходити «спільне» федеральне загальне право. Принципи, викладені Брендайсом в цій справі, стали відомими як доктрина Erie.
«Це рішення, — підсумували Клебанов і Джонас, — добре вписується в цілі Брендайса щодо зміцнення штатів і перелому довгострокової тенденції до централізації та звеличення». Крім того, коментатори вітають це рішення та доктрину, викладену Брендайсом, як рішення, що відновило раціональність та узгодженість права, усунувши стимули до вибору «зручної» юрисдикції. За дослідженням, проведеним Косма, думка Брендайса в справі «Erie R. Co. проти Томпкінса» є його найвпливовішою думкою.

## Захоплення сіонізмом

### Впливи
Брендайс не був релігійним євреєм, не відвідував синагогу та не приєднувався до єврейських організацій до 1912 року. Біограф Брендайса, Алфіус Мейсон, вважає, що в майбутньому захопленні Брендайса сіонізмом міг зіграти роль його дядько, Льюіс Дембіц, якого Брендайс дуже поважав. Льюіс Дембіц став релігійним євреєм у 13 років під впливом свого релігійного однокласника в празькій школі. Пізніше Льюіс Дембіц став одним із перших і найпалкіших прихильників сіоністського руху в США.
В 1910 році Брендайс брав участь у зустрічі, що відбувалась вдома у банкіра Джейкоба Шиффа, та, яка була присвячена обговоренню становища європейських євреїв. Мейсон пише, що Брендайс залишив ту зустріч збентеженим. Однак пізніше, єврейське братство показало йому фотографії сільськогосподарської праці в Палестині, і це трохи підняло його дух. Перший контакт Брендайса із євреями як із організованою групою також відбувся в 1910 році: його покликали до Нью-Йорка врегулювати страйк робітників, що виготовляли одежу. Страйкарі були єврейськими емігрантами із Східної Європи.
До сіонізму в 1912 році Брендайса залучив англійський єврей Джейкоб Дегаас, який був секретарем засновника сіоністського руху Теодора Герцля. Брендайс був дуже вражений Дегаасом під час особистої зустрічі, вони проговорили декілька годин, протягом яких Дегаас розказав свою історію лондонського єврея.  Дегаас писав, що Брендайс самостійно і ретельно вивчив єврейську історію та ідеї сіонізму: «Ймовірно жоден інший єврей не дійшов таких висновків та не досяг такої глибоко схвильованої самосвідомості через той самий процес, що й він [Брендайс]». Далі Дегаас описує, що Брендайс вивчав факти єврейської історії, перетравлював їх та розташовував їх в логічному порядку. Таким чином, Дегаас натякає на те, що до ідей сіонізму Брендайс дійшов своїм розумом.
Враховуючи, що Брендайс ніколи не був релігійним євреєм, а також не був членом єврейських організацій, в дослідників виникало питання, чому, як здавалось, раптово Брендайс зацікавився сіонізмом, а потім став його палким прибічником. Йонатан Шапіро висунув версію, що Брендайс долучився до сіонізму з метою просування в політичній кар'єрі. Шапіро дійшов такого висновку спираючись на наступне: по-перше, після перемоги Вудро Вільсона на виборах президента, його помічники хотіли призначити американця єврейського походження, який би задовольнив Джейкоба Шиффа, на якусь високу посаду в адміністрації президента, однак Вільсон відмовився призначати Брендайса до адміністрації. По-друге, Брендайс приєднався до сіоністської організації через декілька днів після того, як Вільсон відхилив його кандидатуру. Шапіро пише: «Близькі відносини Брендайса з президентом та деякими його довіреними особами, дають підставу припускати, що саме привело Вільсона до цього рішення. Вчинок Брендайса одразу після його політичної поразки можна розуміти лише як реакцію на неї».
Стюарт Геллер не погоджується із Шапіро та зазначає, що альтернативним поясненням, чому Брендайс звернувся до сіонізму, є те, що він став усвідомлювати своє єврейське походження. Крім того, Геллер вказує на те, що якби Шапіро був правий, це означало б, що Брендайс був безпринципною людиною. Однак, як зазначає Геллер, його тверда позиція в тлумаченні конституційних принципів, навіть якщо таке тлумачення наносило шкоду ініціативам Нового курсу, який Брендайс в принципі підтримував, говорить про те, що він був принциповою людиною. Крім того, Геллер вказує на те, що ще в 1910 році Брендайс дав інтерв'ю Джейкобу Дегаасу (інтерв'ю було надруковано в Boston Globe), в якому сказав, що він відчуває велику прихильність до руху, і що ці «мрійники» (так він в інтерв'ю назвав сіоністів) заслуговують на повагу серед єврейського суспільства. Крім того, Геллер вказує на те, що Вільсон не призначив Брендайса до адміністрації президента, тому, що проти цього виступали потужні представники бізнесу, включаючи банкірів та власників компаній єврейського походження, на думку яких, Брендайс був «нерепрезентативним євреєм». Крім того, Геллер зазначає, що якби Брендайс хотів просунутись у політиці за допомогою єврейських організацій, більш логічним було б, якби він приєднався до Американського єврейського комітету, одним з лідерів якого був впливовий банкір Джейкоб Шифф, адже саме на Шиффа йому слід було справити враження, щоб отримати високий пост.

### Участь у сіоністському русі
Формально Брендайс приєднався до сіоністського руху в 1912 році, коли став членом Федерації американських сіоністів, організації-попередника Сіоністської організації Америки. В 1913 році на з'їзді сіоністів в Цинциннаті Брендайса обрали делегатом на Світовий конгрес сіоністів, який мав відбутись у Відні. Брендайс відмовився їхати до Відня, пославшись на зайнятість, але у своїй промові окреслив три позиції, на яких, на його думку, слід було сконцентрувати зусилля: перенаправлення єврейської еміграції до Палестини, переговори з турецьким урядом щодо великих концесій та індустріалізації Палестини шляхом капіталовкладень. Такі погляди Брендайса не завжди знаходили розуміння серед американських євреїв. Так, Айзек М. Вайз виступав проти перенаправлення еміграції євреїв в Палестину. Він писав редактору Atlanta Constitution з приводу позиції Брендайса: «… наші добрі друзі-сіоністи надають перевагу розкоші, а не злидням. Вони вірять, що потрібно проводити експеримент над російськими євреями. Пане редакторе, якщо пан Брендайс та 100 визначних євреїв поїдуть до Палестини та житимуть там, то тоді вони стануть прикладом, якому наслідуватимуть інші; чи приймуть сіоністи такий виклик?».
У 1914 році Брендайс став головою Тимчасового виконавчого комітету сіоністів, який був сформований у зв'язку із початком Першої світової війни з тим, щоб взяти на себе ту роботу, яку раніше виконували сіоністські організації в Європі, особливо, підтримку єврейських палестинських інституцій. Роль Федерації американських сіоністів зводилась до ролі виконавчого органу, в той час, коли політика формулювалась Тимчасовим виконавчим комітетом сіоністів. Це продовжувалось до 1918 року, допоки не було створено Сіоністську організацію Америки.
Брендайс продовжував просувати ідею єврейської еміграції до Палестини. В 1914 році він мав розмови з цього приводу із Вудро Вільсоном, а також послами Британії та Франції в США. Його турбував статус Палестини після Першої світової війни. За два дні до того, як Османська імперія вступила у війну, за його сприянням був опублікований меморандум про становище євреїв у Російській імперії, який викликав багато коментарів.
Брендайс агітував за об'єднання різних єврейських організацій та створення єврейського конгресу, на якому б публічно обговорювалась єврейська проблема. В січні 1916 року у своїй промові він сказав: «… якщо Америка може суттєво допомогти в досягненні єврейських прав, це може статись лише завдяки тим силам, які зможе мобілізувати відкритий конгрес». В липні 1916 року в Нью-Йорку відбувся конгрес національних єврейських організацій, на якому Брендайс склав повноваження голови Тимчасового виконавчого комітету сіоністів.
Не дивлячись на складення повноважень, він продовжував залишатись негласним лідером в сіоністському русі та просувати ідею щодо єврейських поселень в Палестині та гарантуванні прав євреям. В 1917 році він докладав зусиль, щоб США підтримали Декларацію Бальфура, в якій зазначалось схвалення урядом Британії створення єврейського національного дому в Палестині, а також, щоб США підтримали Британський мандат над Палестиною. В Лондоні сформувалась Сіоністська комісія для Палестини, яку планувалось відправити до Палестини для вивчення ситуації на місці. Комісію очолив Хаїм Вейцман, президент Британської сіоністської федерації. Вейцман вмовляв Брендайса приєднатись до комісії, але той відмовився, стверджуючи, що «наявна міжнародна ситуація робить неможливим американське членство». В 1919 році Брендайс здійснив подорож до Палестини, звідки писав листи своїй дружині, в яких порівнював Палестину із Каліфорнією, та підсумував, що Палестина має стати єврейською батьківщиною.
Під впливом Брендайса лідерство в сіоністському русі перейшло до американських євреїв, в той час, коли раніше воно в основному зосереджувалось в руках східноєвропейських євреїв. Сформувалась так звана «група Брендайса», до якої входили в основному американські євреї: федеральний суддя Джуліан Мек, представник реформістського юдаїзму рабин Стівен С. Вайз, нью-йоркський юрист Бернард Флекснер, Джейкоб Дегаас, юрист, співзасновник Американської спілки захисту громадянських прав та майбутній суддя Верховного суду Фелікс Франкфуртер та юрист Роберт Сольд. Ця група ухвалювала основні рішення та залишалась на зв'язку з Брендайсом.
До «групи Брендайса» існувала опозиція східноєвропейських євреїв. Невдоволення недомократичними методами, якими ухвалювались рішення «групою Брендайса», висловлювались на зустрічах, річних з'їздах та, інколи, в їдишській пресі. Однак, все одно визнавався престиж і надзвичайний вплив Брендайса на ріст сіоністського руху з 200 різних організацій з 7500 членами в 1914 році до 600 організацій з 30 000 членами в 1918 році. В 1919 році в 300 сіоністських округах вже було 149 000 членів.
Конфлікт між американськими та східноєвропейськими сіоністами досяг апогею під час всесвітнього з'їзду сіоністів на конференцію в Лондоні в 1920 році. Брендайс був обраний головою з'їзду. На конференції американські сіоністи запропонували розпустити Сіоністську комісію для Палестини, керуючись наступною логікою: комісія була політичною організацією та виконала свою політичну місію. Крім того, за результатами подорожі до Палестини, у Брендайса склалось некомпліментарне враження про комісію. Американські сіоністи пропонували замінити комісію на Єврейську консультативну раду, яка б складалась з семи членів, обраних на лондонській конференції. Передбачалось, що рада співпрацюватиме із відповідними посадовими особами Великобританії у питаннях еміграції, колонізації та єврейської освіти в Палестині. Така пропозиція обурила європейських сіоністів. Вейцман вважав, що політичні цілі ще не досягнуті, оскільки, в Палестині зростала напруга між арабами та євреями, а також погіршувались відносини між євреями та британцями.
Крім того, обурення серед європейських сіоністів викликав і план реорганізації Всесвітньої сіоністської організації, представлений Брендайсом. За його планом Виконавчий комітет та Комітет більшої дії (виконавчі органи Всесвітньої сіоністської організації, законодавчим органом був Конгрес — з'їзд сіоністів, що відбувався раз на два роки) мали бути реформовані, таким чином, щоб їхні завдання були чітко визначеними, та, щоб були чіткі критерії для членства в цих комітетах. Робота комітетів, за планом, мала зосереджуватись на Палестині, і тому, пропонувалось перенести штаб-квартиру Виконавчого комітету до Єрусалиму. Крім того, пропонувалось, щоб членство у Виконавчому комітеті надавалось членам організацій, які діяли в Палестині (Єврейський колоніальний траст, Єврейський національний фонд, Компанії з розвитку Палестини). Найголовнішим критерієм для членства в комітетах Брендайс вважав ефективність та професіоналізм. В нього було скептичне ставлення до здатності загальновідомих сіоністів, таких як, Шмарія Левін, Володимир Жаботинський, та Менахем Усишкін, ефективно виконувати завдання комітету. До того ж, Брендайс припустив, що не тільки сіоністи могли б бути членами комітету. Вейцман бачив в цьому плані спробу звести роль Всесвітньої сіоністської організації до ролі «технічного бюро із сумнівними повноваженнями… а сіоністський конгрес став би конференцією експертів». Крім того, для європейських сіоністів Левін, Жаботинський та Усишкін були духовними лідерами, та ідея, що їх потрібно усунути з виконавчого комітету, їм не подобалась. Також на конференції були суперечки серед фінансових питань: Брендайс вважав фінансовий план, представлений Вейцманом «екстравагантним». Конференція завершилась тим, що європейські сіоністи відхилили пропозиції американських, а американські — відмовились від членства у Виконавчому комітеті Всесвітньої сіоністської організації.
Опозиція до Брендайса зростала і в Сіоністській організації Америки, що стало очевидним на з'їзді в 1921 році у Клівленді, на якому був присутній Хаїм Вейцман. На з'їзді «групі Брендайса» була висловлена недовіра і представники групи звільнились з лідерських позицій в організації. Незабаром після клівлендського з'їзду «група Брендайса» зустрілась в Нью-Йорку і вирішила продовжувати працювати над будівництвом житла у Палестині не відділяючись від Американської сіоністської організації. Однак, навіть після 1921 року Брендайс залишався досить впливовою фігурою в сіоністському русі.

### Сіоністські погляди
Сіоністські погляди Брендайса вважаються важливим фактором росту сіоністського руху. Він висловлював ці погляди у своїх промовах між 1914 та 1916 роками. В 1915 році Брендайс написав есе «Єврейська проблема: як її вирішити» (англ. The Jewish problem: how to solve it). В цьому есе він сформулював єврейську проблему наступним чином: як можна забезпечити євреїв, незалежно від того, де вони живуть, такими самими правами та можливостями, які є в неєвреїв? Як забезпечити, щоб євреї могли зробити свій повний внесок в цей світ, без штучних обмежень? Далі Брендайс зазначає, що вирішення цієї проблеми передбачає «продовження існування євреїв як євреїв». На думку Брендайса, сіонізм пропонував ефективне вирішення єврейської проблеми, а саме, заснування в Палестині юридично гарантованого дому, де євреї можуть жити єврейським життям. Він підкреслив, що сіонізм не передбачає обов'язкового переселення всіх євреїв світу до Палестини і не передбачає примусового переселення до Палестини. Брендайс також пояснює, чому саме вибір пав на Палестину: «З моменту знищення Храму, майже дві тисячі років тому, в євреїв завжди зберігалась туга за Палестиною». Брендайс підкреслює, що бути сіоністом не означає, що потрібно відмовлятись від американського патріотизму. Множинна лояльність викликає заперечення лише, якщо вона є непослідовною. Брендайс пише, що людина є кращим громадянином США, якщо вона є лояльною своєму штату, місту, родині, професії та коледжу. Так само, вказує Брендайс, кожен американський єврей, який допомагає просуванню єврейського поселення в Палестині, хоч і відчуває, що ані він, ані його нащадки ніколи там не житимуть, буде кращою людиною та кращим американцем.
Джордж Берлін вважає, що можливим джерелом ідей сіонізму Брендайса був американізм. Берлін пояснює, що для Брендайса американізм означав розвиток індивіда для його власного та загального блага. Такий розвиток досягався через свободу, загальне благо досягалось шляхом демократії та соціальної справедливості. Такий підхід також означає, що різним національностям та етнічним групам має дозволятись зберігати їхню ідентичність. Крім того, Брендайс вважав, що «єврейський дух» був схожим з «американським духом». Так, Брендайс представляв американоцентричну течію в сіонізмі. Однак, в цьому він відрізнявся від східноєвропейського сіонізму, який формувався, як зазначає Берлін, як емоційна реакція на антисемітизм. Берлін вказує, що різниця між американським сіонізмом Брендайса та східноєвропейським сіонізмом походила від різниці досвіду. В Америці, зазначає Берлін, євреї швидко інтегрувались у різні сфери життя, тому, що американський спосіб життя передбачав важливість індивідуальних якостей, та тому, що в Америці не існувало стандартів американізму, визначеного в етнічних чи расових термінах.
Американський та східноєвропейський сіонізм різнились у наступному. Відповідно до східноєвропейського погляду, євреї всюди були групою бездомних чужаків. Брендайс відкидав такий погляд, і вважав, що єврейський дім потрібен в Палестині в основному тим євреям, яких переслідували там, де вони жили. Тому, наприклад, американським євреям не було необхідності переселятись до Палестини. Брендайс також вважав, що у майбутньому єврейська проблема, тобто відсутність у євреїв рівних прав з неєвреями, буде вирішена з розвитком лібералізму, як в Америці, де завдяки лібералізму, тобто вищому ступеню свободи, усі національності були рівними. Саме тому, він вважав важливим розповсюджувати американський ідеал.

## Особисте життя

Еліс Брендайс, 1905 рік

В 1890 році Луї заручився із своєю дальньою родичкою Еліс Ґолдмарк, дочкою відомого лікаря та науковця Джозефа Ґолдмарка, який емігрував до США з Австрійської імперії. Вони одружились 23 березня 1891 року в батьківському будинку Еліс в Нью-Йорку. В 1893 році в Луї та Еліс народжується дочка С'юзан, а в 1896 — дочка Елізабет. С'юзан стала юристом та активною у сіоністському русі діячкою, а Елізабет — економістом, що допомагала в створенні системи виплат на випадок безробіття у Вісконсині.

## Вшанування пам'яті
На честь Брендайса названі наступні освітні заклади: Брендайський університет; Школа права Луїсвілльського університету (Школа права ім. Луї Д. Брендайса); Школа Брендайс, приватна єврейська денна школа в Лоренсі, Нью-Йорк; Кампус Брендайса-Бардіна Американського єврейського університету в Сімі-Валлі, поблизу Лос-Анджелеса; середня школа ім. Луї Д. Брендайса в Сан-Антоніо, Техас.
Наступні організації названі на честь Брендайса: Центр прав людини ім. Луї Д. Брендайса (англ. Louis D. Brandeis Center for Human Rights Under Law), неприбуткова організація, що просуває права людини й громадянські права єврейського народу та сприяє справедливості для всіх та Юридичне товариство ім. Луї Д. Брендайса (англ. Louis D. Brandeis Law Society).
В 2007 році про Луї Брендайса знято документальний фільм «Луї Брендайс: народний адвокат» (англ. Louis Brandeis: The People's Attorney).
У вересні 2009 року Поштова служба США вшанувала Брендайса, розмістивши його зображення на новому наборі пам'ятних марок разом із зображеннями суддів Верховного суду США Джозефом Сторі, Феліксом Франкфуртером і Вільямом Дж. Бреннаном-молодшим.
На честь Луї Брендайса було названо судно класу «Ліберті» «Луї Д. Брендайс» (англ. Louis D. Brandeis).

## Праці Брендайса
Луї Брендайс — автор численних статей та кількох книжок.

### Вибрані книги та брошури
- «Наукова організація управління та залізниця» (англ. Scientific management and railroads;1912) — частина доповіді, наданої Комісії з торгівлі між штатами, опублікованого окремою брошурою.
- «Гроші інших людей і як банкіри їх використовують» (англ. Other People's Money And How the Bankers Use It; 1914) — колекція есе, зібраних в книгу.
- «Бізнес — це професія» (англ. Business--a profession; 1914) — колекція промов, зібраних в книгу.
- «Єврейська проблема: як її вирішити» (англ. The Jewish problem: how to solve it;1915) — памфлет, виданий в окремій брошурі.
- «Сіонізм та патріотизм» (англ. Zionism and Patriotism; 1918) — памфлет, виданий в окремій брошурі.

### Вибрані статті
- «Відповідальність довірчих власників за контрактами, укладеними на їхню користь» (англ. Liability of Trust-Estates on Contracts Made for their Benefit; 1881) — в журналі American Law Review
- «Право на недоторканність особистого життя» (англ. Right to Privacy; 1890), у співавторстві із Самюелем Ворреном,  – в журналі Harvard Law Review
- «Четверта поправка» (англ. The Fourth Amendment; 1890), у співавторстві із Самюелем Ворреном,– в журналі Harvard Law Review
- «Заснування профспілок» (англ. The Incorporation of Trade Unions; 1903) — в журналі Green Bag
- «Можливість в праві» (англ. The opportunity in the law; 1905) — в журналі Commonwealth Law Review
- «Ощадні банки» (англ. Savings Banks; 1906) — в журналі Bankers' Magazine
- «Шлях до соціальної ефективності» (англ. The Road to Social Efficiency;1911) — в журналі Outlook
- «Живе право» (англ. Living law; 1915) — в  журналі Illinois Law Review
- «Палестина та єврейська демократія» (англ. Palestine and the Jewish Democracy; 1916) — в журналі Outlook

## В популярній культурі
У фільмі 1950 року «Чудовий янкі» (англ. The Magnificent Yankee) Брендайса зіграв американській актор Едуард Франц.